# تراموا نورنبرگ
تراموا نورنبرگ (آلمانی: Straßenbahnnetz Nürnberg) سیستم تراموا در شهر نورنبرگ، آلمان است.
این تراموا که در سال ۱۸۸۱ تأسیس شده دارای ۵ خط، ۷۶ ایستگاه و ۳۳ کیلومتر طول می‌باشد.

## نگارخانه

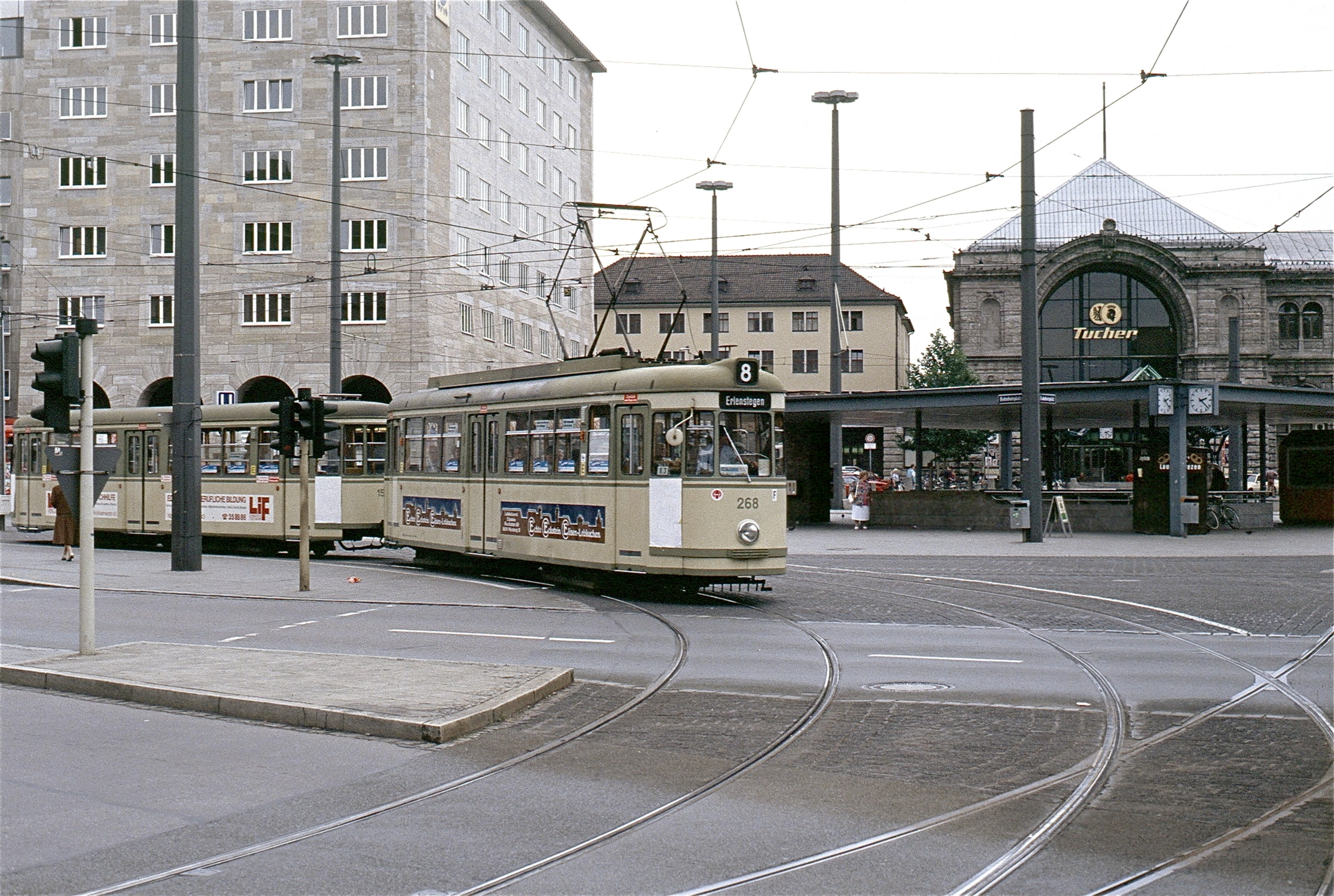
۱۹۹۳
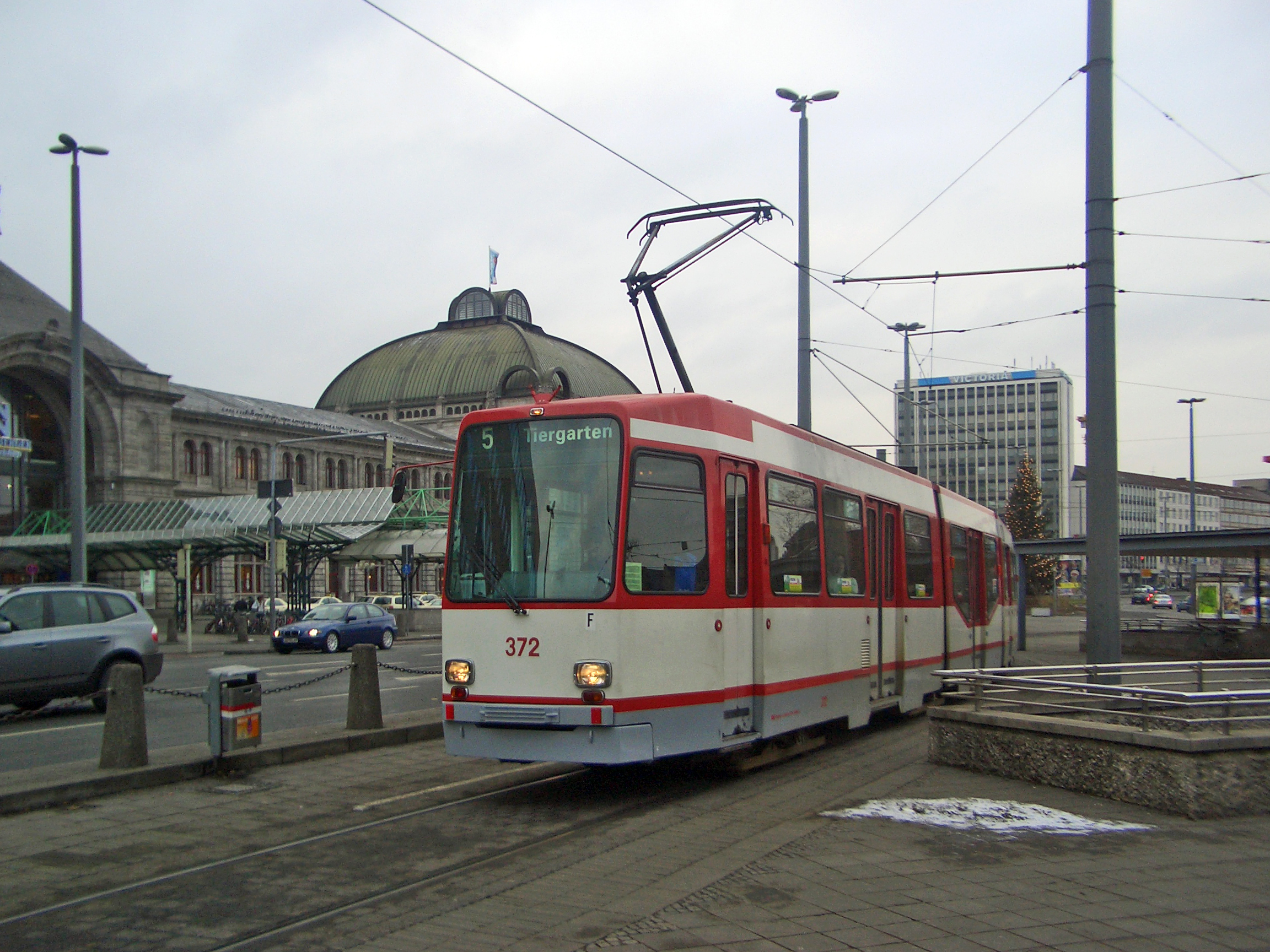
۲۰۰۶
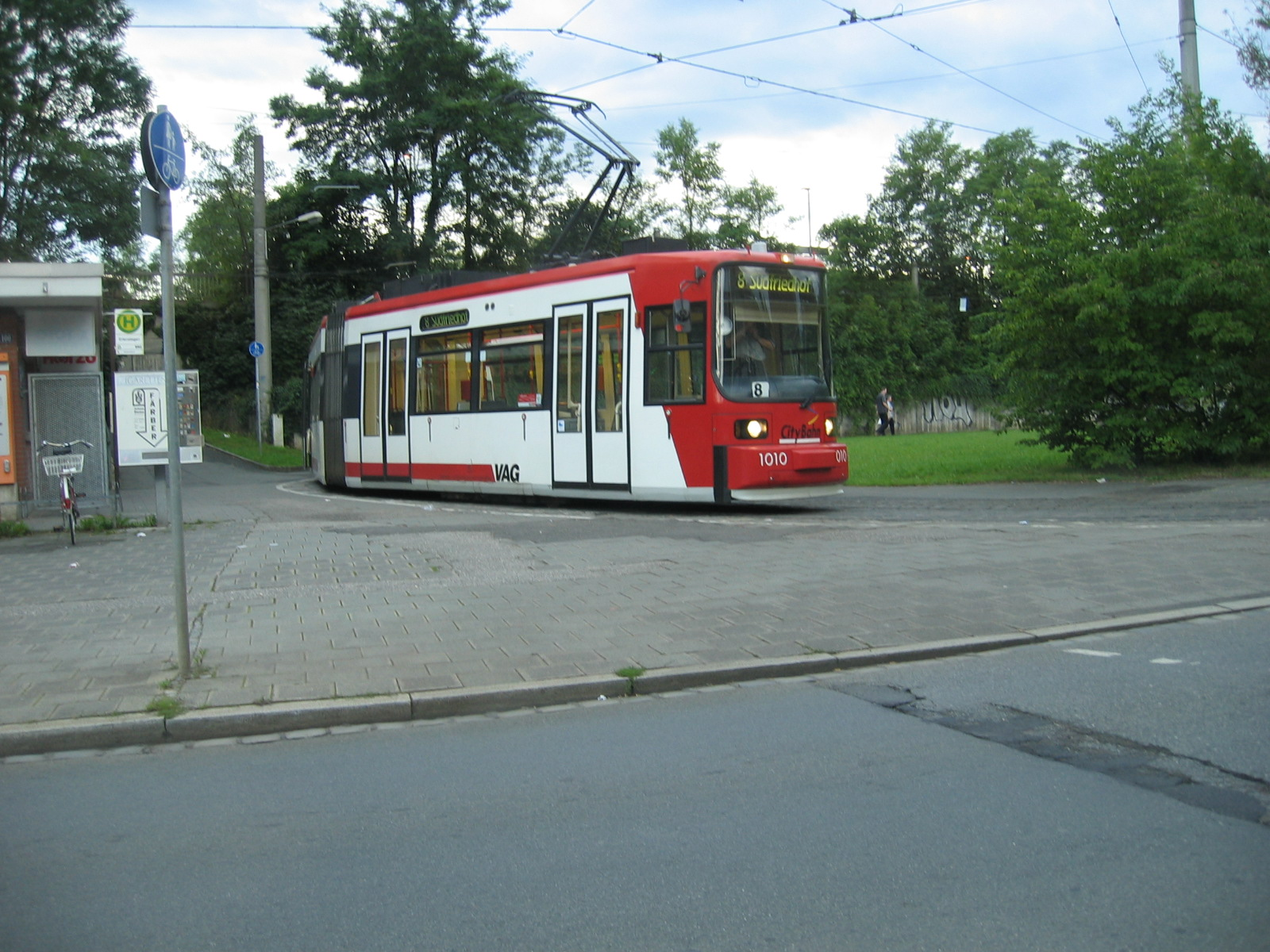
۲۰۰۶
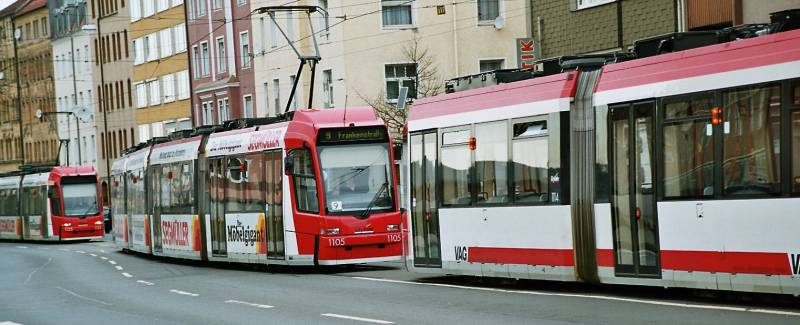
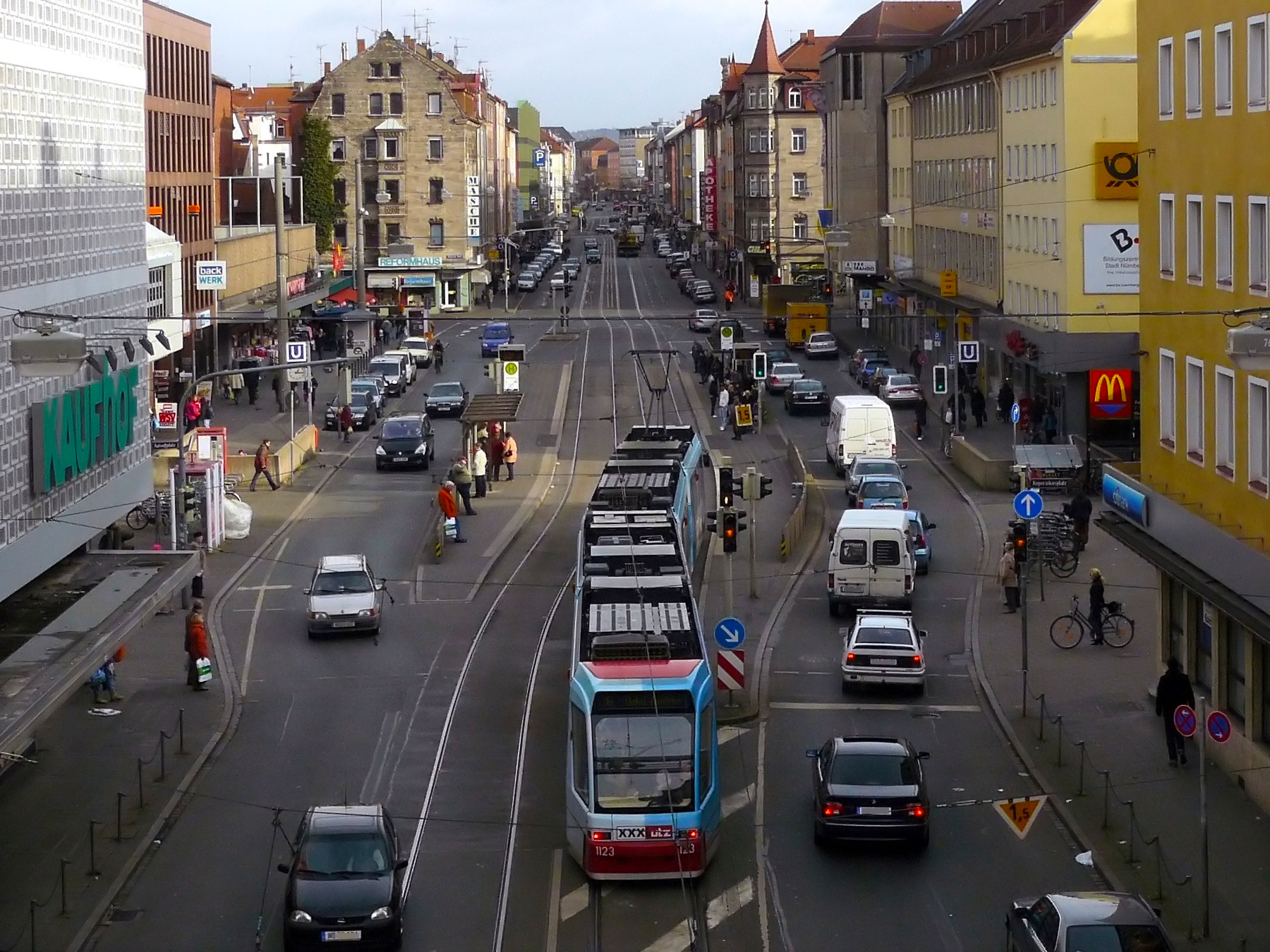
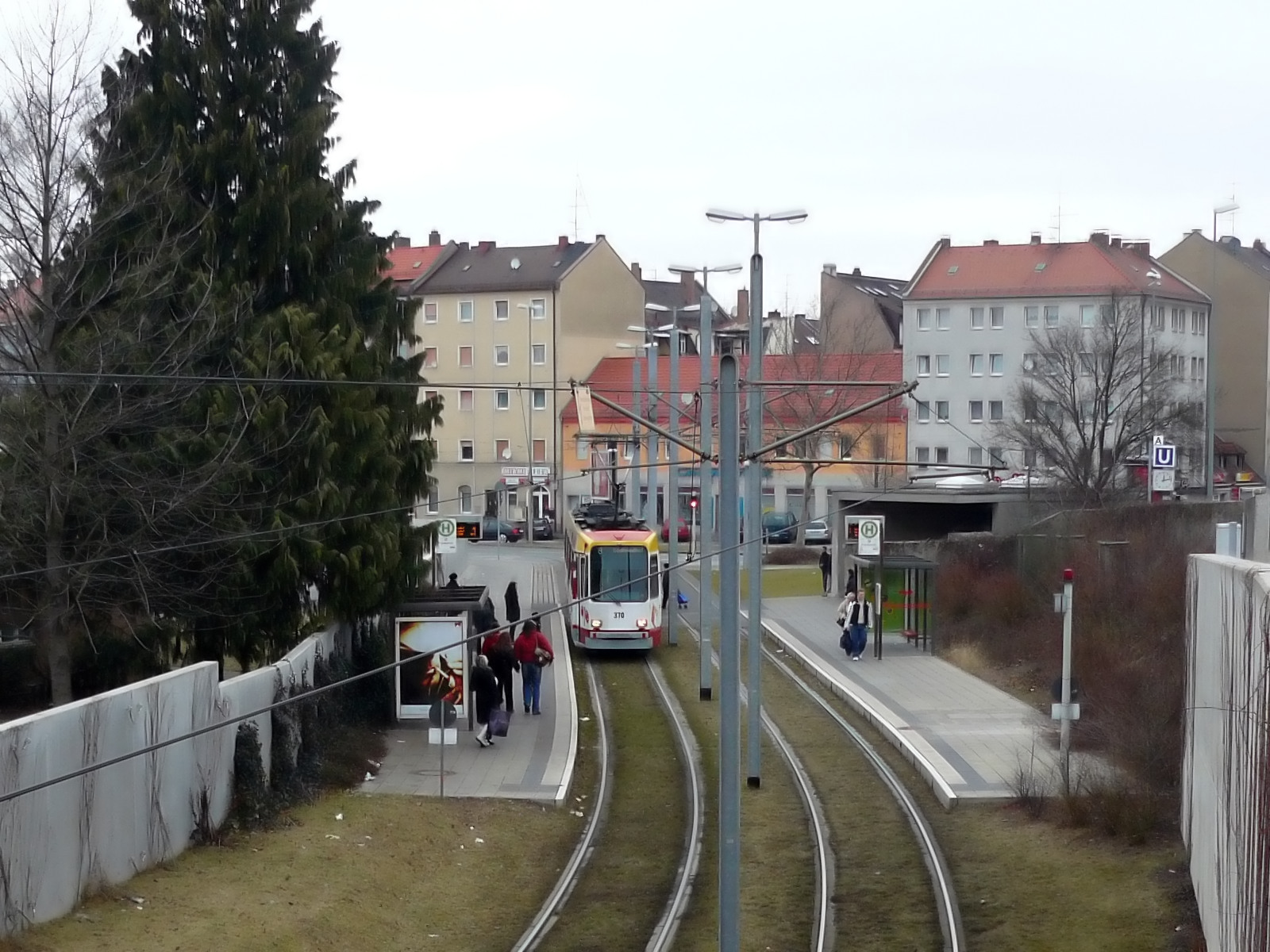